# 邓加
卡洛斯·卡埃塔诺·布勒多恩·维里（葡萄牙語：Carlos Caetano Bledorn Verri，1963年10月31日—），以昵称邓加（Dunga）闻名于世，前巴西國家足球隊防守中場及前巴西國家足球隊教練。曾經以隊長身份協助巴西奪得1994年世界盃冠軍。
雖然體格矮小也沒有精妙的過人腳法，但積極兇狠的拼搶和攔截配上準確的傳球讓他成為良好的攻勢發動者，耐戰的體力讓他能不斷在攻守兩端發揮極大影響力。

## 職業球員生涯

### 出道
鄧加出生於巴西的伊胡伊，他效力的第一間俱樂部是位於當地的國際體育會，在球隊的第一年，鄧加就協助球會贏得阿雷格蘭省聯賽冠軍，其後，鄧加加盟了聖保羅的科林蒂安和山度士，並於哥連泰斯中取得聖保羅省聯賽錦標，在效力山度士一年後，鄧加转会華斯高，為球會中奪得里約熱內盧省聯賽的冠軍盃。

### 轉戰歐洲
隨後，鄧加轉戰歐洲，他效力的首間歐洲球會就是意大利的比薩，在上陣23場聯賽中，取得兩球入球，而他出色的防守技巧得到眾多球會的垂青，在比薩一年後，鄧加有了新的班主—當時意甲的，在「紫百合」效力期間，鄧加曾受意甲班霸青睞，但交易卻因費倫天拿索價過高而告吹。直至1992年，鄧加加盟了另一支意甲球會佩斯卡拉，但礙於隊友質素參差，鄧加並未能替球會取得好成績，最終，鄧加於1993年到德國繼續他的足球生涯。
然而，鄧加在德國依然未有特別的成果，在史特加的兩季，鄧加上陣53場聯賽，取得7球入球，卻沒有奪得任何一項歐洲或本土的錦 標。

### 日本聯賽
其後，鄧加轉會日本職業足球聯賽的磐田喜悦，先後贏得聯賽及聯賽盃冠軍，同時獲選成為聯賽最佳球員。1999年，鄧加返回母會國際體育會，球季結束後，鄧加宣佈退役。

## 國家隊生涯

### 出道
在國家隊方面，鄧加為國家隊取得的首個錦標是1983年的世青盃，當時，巴西以1:0擊敗阿根廷，翌年，鄧加代表巴西參與1984年奧運的足球項目，為國家隊取得一面銀牌，5年後，鄧加與隊友參與1989年於巴西舉行的美洲國家盃，協助巴西第4度奪得冠軍。

### 第一次世界盃
次年，鄧加隨隊到意大利參與1990年世界盃決賽周，在當屆賽事中，巴西儘管在分組賽三戰三勝，但在十六強中卻以0:1被有馬勒當拿及肯尼基亞壓陣的阿根廷淘汰，鄧加於該場賽事中曾以一記插水式頭鎚攻門，惜因中柱彈出而未能改寫戰果，這次的出局結束了鄧加第一次的世界盃之旅。

### 第二次世界盃
1994年世界盃，鄧加一直是球隊的必然正選，並於十六強對美國的賽事開始取代中場拉易，成為球隊的隊長。他在國家隊中無論在防守助攻或是攻擊的表現也非常出眾，被人稱為「全能中場」，同時鄧加又能為隊友提高士氣，被視為國家隊晉身決賽的功臣。在7月17日的決賽中，巴西和意大利對賽，在加時後仍然以0:0言和，在互射點球中，意大利先主射，巴里斯射失，其後，巴西的白蘭高攻入，到第三輪，巴西的山度士射失，而意大利攻入，比數為2:2，第四輪中，意大利的馬沙路主射點球，被泰法路撲出，隨後，鄧加攻入，在第五輪中，意大利必須攻入，否則，冠軍得主就會拱手讓人，結果，射失，巴西在24年後再度贏得大力神盃，鄧加成為奪冠的功臣之一。鄧加該屆世界盃出色的表現，更令他成功入選了當屆世界盃的最佳陣容。

### 美洲國家盃冠軍
1997年，鄧加繼續代表巴西參與美洲國家盃，在對哥倫比亞的分組賽取得一球入球，助國家隊晉身決賽，最終贏得冠軍。

### 第三次世界盃
翌年在法國舉行世界盃，鄧加第三度出席世界盃，在四強賽中再次在最後一輪的互射十二碼中攻入十二碼，淘汰荷蘭，晉身決賽，在決賽中，巴西以0:3敗於法國，賽後，鄧加宣佈退出國家隊。

## 教練生涯
2006年7月，鄧加接任國家隊教練的職位，他第一場所帶領的賽事是於8月對挪威的友誼賽。其後於2007年美洲國家盃中奪取冠軍，2009年洲際國家盃再為巴西奪取冠軍。但2010年世界盃足球賽﹐他堅持以前兩屆賽事的陣容做為核心班底，不肯將在米蘭狀態正佳的  小羅納度召入23人大名單中。原本相當被看好的巴西於八強以1比2敗給荷蘭，鄧加宣佈引咎辭職。
2014年，鄧加接替斯科拉里第二度擔任巴西國家足球隊主教練，但在2015年美洲國家盃八強互射十二碼敗於巴拉圭。在2016年的百年美洲盃，巴西更首次於分組賽出局，鄧加其後被解僱。

## 名譽

### 球員生涯
- 南里奥格兰德州聯賽冠軍：1982年, 1983年, 1984年
- 南美20歲以下足球錦標賽冠軍：1983年
- 世界青年足球錦標賽冠軍：1983年
- 聖保羅州聯賽冠軍：1984年
- 里約熱內盧州聯賽冠軍：1987年
- 美洲國家盃冠軍：1989年, 1997年
- 世界盃足球賽冠軍：1994年
- 史丹尼盃冠軍: 1995年
- 日本職業足球聯賽: 1997年, 1998年
- 日本聯賽盃:1998年
- 洲際國家盃: 1997年
- J联赛年度最佳球员: 1997年

### 教練生涯
- 美洲國家盃冠軍：2007年
- 洲際國家盃: 2009年